# Bulle Internet
La bulle Internet ou bulle technologique est une bulle spéculative qui a affecté les « valeurs technologiques », c'est-à-dire celles des secteurs liés à l'informatique et aux télécommunications, sur les marchés d'actions à la fin des années 1990. Son apogée a eu lieu en mars 2000.
Le modèle économique du commerce électronique, lié à ce que l'on appelle l'immatériel, est rendu célèbre par Amazon, eBay et AOL, des sociétés profitant d'une bulle des capitalisations boursières des jeunes sociétés sans équivalent dans l'histoire, qui finit en krach, phénomène touchant aussi de nombreuses petites sociétés de biotechnologies.
En 2012, on parle de seconde bulle Internet, devant le constat d'une répétition des événements survenus dix ans plus tôt.
Par analogie, de plus en plus d'analystes financiers prévoient une bulle de l'intelligence artificielle, similaire à la bulle Internet en raison d'investissements massifs qui ne pourraient être rentabilisés.

## Déroulement

### Période d'euphorie (1995-2000)

Indice IXIC du NASDAQ, 1994-2005.

Les premiers symptômes de la bulle technologique apparaissent en 1995. La frénésie des investisseurs lors de l'introduction en bourse de Netscape fait monter le cours de l'action de la jeune société de 28 à 75 $ en un jour,. À la fin de sa première journée de cotation, la société atteint 2 milliards de dollars de capitalisation boursière.
Pendant environ cinq ans, les gains promis par les sociétés du secteur des TIC aiguisent l'appétit d'un nombre croissant d'investisseurs, grands et petits, ce qui se traduit par des volumes importants d’émissions d’actions, d’emprunts et de crédits bancaires. Les valeurs boursières des entreprises du secteur augmentent sans lien avec leur chiffre d’affaires réel ou leurs bénéfices.
L'indice IXIC du marché électronique NASDAQ, qui était à 1 000 au début de 1995 a ainsi été multiplié par 5 en 5 ans et culminé à plus de 5 000. Plusieurs événements conjugués sont à l'origine de ce phénomène, notamment :
- Un excédent mondial d'épargne financière, lié notamment à la préparation de leur retraite par les baby boomers ;
- Une modification de la politique monétaire très accommodante aux États-Unis et au Japon. Le crédit, peu cher, est largement disponible, notamment grâce aux investisseurs en capital risque ;
- Plusieurs changements de politique macro-économique amplifient l'effet :
  1. L'ouverture à la concurrence du marché des services de télécommunications dans la plupart des pays de l'OCDE a eu pour incidence d'augmenter massivement les investissements des opérateurs et entraine de nombreuses fusions-acquisitions dans tout le secteur.
  2. Les investissements réalisés dans l'informatique pour adapter les systèmes à l'an 2000 gonflent les rendements des sociétés informatiques.
  3. Les pays européens investissent pour assurer la transition des monnaies nationales à l'euro
- La popularisation du réseau Internet en 1994 fait croire à la veille d'une quatrième révolution industrielle et, partant, d'une période de croissance économique faramineuse.

#### Ouverture à la concurrence du marché des services de télécommunications
Durant la deuxième moitié des années 1990, la majorité des pays de l’OCDE ont adapté leur cadre réglementaire afin d'ouvrir plus largement leur marché des télécommunications à la concurrence. Les analystes s’accordent alors sur une prévision de croissance du marché des services de près de 10 % par an, ceci malgré la baisse du prix causée par l'arrivée des concurrents, ce qui attise l’intérêt de beaucoup d'investisseurs.
L’accord sur la libéralisation des télécoms signé à Genève dans le cadre de l'OMC ouvre la voie à de nouvelles perspectives de développement. Les grands opérateurs historiques nationaux partent à la conquête de nouveaux marchés fixes et mobiles à l'international. À coups de milliards de dollars, ils prennent des participations dans des opérateurs historiques étrangers qui viennent d'être privatisés ou alors créent de nouveaux opérateurs concurrents de toutes pièces ou en partenariat avec des groupes locaux (coentreprise).
En quelques années, le secteur des services en télécommunications connait une effervescence extraordinaire. Il devient le champ de bataille de grands groupes européens, américains et asiatiques, avec tous les superlatifs : « méga-fusions » (exemple, OPA de BT sur MCI, Contre-OPA par le « petit » Worldcom), méga-croissance et méga-investissements.
Avec la mondialisation de l'économie, les performances des grandes entreprises internationalisées dépendent de plus en plus de leurs réseaux de télécommunications. Ces grands comptes représentent des chiffres d'affaires importants et des marges élevées pour les opérateurs historiques nationaux, ce qui les conduit à vouloir proposer des services mondiaux « sans couture ». On assiste à une course aux « alliances globales », notamment :
- Alliance entre le français France Telecom, l'allemand Deutsche Telekom et l'américain Sprint (projets « Phoenix », « Atlas » et « Global One »)
- Alliance entre le britannique BT et l'américain MCI (« Concert »)
- Alliance autour de l'américain AT&T (« World Partners ») à laquelle se joignent des opérateurs de tous pays qui ont des liens avec une alliance européenne baptisée « Unisource ».

Ces alliances, complexes, pas toujours efficaces et parfois ingérables, seront le plus souvent un échec.
Partout dans le monde, des cohortes de « nouveaux opérateurs » ont un accès facile à d’importantes liquidités et déploient de vastes infrastructures alternatives à haut débit, notamment à base de fibres optiques (« autoroutes de l'information »). Les technologies de transmission de données en mode paquet et optiques évoluent rapidement et permettent d'augmenter de manière spectaculaire (d'un facteur 100) la capacité des réseaux déjà en place. Les opérateurs justifient les milliards de dollars investis en agitant des prévisions montrant l'« explosion du trafic », conséquence de l'augmentation « exponentielle » du nombre et de la demande moyenne des utilisateurs. Ce type d'annonce suscite beaucoup d'enthousiasme et de fascination dans la presse économique et financière.
En réalité, les revenus sur le segment longue distance n'évoluent pas comme cela est projeté, notamment parce qu'à l'autre bout de la chaîne, il existe encore (à la fin des années 1990) un goulot d'étranglement sur la boucle locale, partie des réseaux qui donne accès au client final. Il faudra attendre encore de nombreuses années pour assister au décollage du nombre d'accès haut débit, de l'Internet mobile, des services avides en bande passante et, surtout, des services générant des recettes. Les réseaux sont bien souvent déployés sur les mêmes routes reliant les mêmes grandes métropoles, et il n'y a pas de marchés réels suffisants permettant de justifier les sommes colossales investies. En d'autres termes, de nombreux concurrents sont redondants.
En Europe, les opérateurs mobiles s'endettent très lourdement en achetant au prix fort les « licences des réseaux de troisième génération UMTS »(3G). Les États les allouent en utilisant la méthode des enchères. Des recettes considérables sont prélevées sur les opérateurs à cette occasion. Au Royaume-Uni, les cinq licences attribuées à Vodafone, BT, One 2 One, Orange et TIW le 28 avril 2000 leur coûtent la somme de 22,47 milliards de livres (38,4 milliards d'euros). Selon l'OCDE, près de 120 milliards d’euros sont au total prélevés par les États membres.
Un opérateur historique national comme France Télécom dépense en 1999 et en 2000 au total près de 80 milliards d’euros en acquisitions de sociétés et droits de licences.

#### Redéploiement stratégique pour les équipementiers en télécommunications
En 1995, un cycle d'investissements massifs dans les réseaux d'opérateurs commence, ce qui fait le bonheur des équipementiers.
La croissance rapide de l’Internet fait qu'une part non négligeable des achats des opérateurs se font dans l'optique et l'IP, ce qui pousse les équipementiers à étendre leurs activités au-delà de leurs métiers traditionnels respectifs via des fusions/acquisitions. De Lucent à Nortel, en passant par Alcatel ou Cisco, les grandes multinationales des télécoms se livrent une guerre sans merci à coups de milliards de dollars pour prendre le contrôle de jeunes sociétés ayant les savoir-faire technologiques requis. Elles achètent souvent trop cher et, parfois, sans réelle stratégie, simplement pour imiter les concurrents. Le prix des acquisitions flambe.
- Ascend Communications rachète Cascade Communications pour 20 milliards de francs français en 1997[6], Stratus pour 5 milliards de francs français en 1998[7].
- Lucent achète Ascend Communications en 1999 pour la somme record de 20 milliards de dollars[8], Kenan Systems pour 1,48 milliard de dollars[9] et au total près d'une trentaine de sociétés.
- Alcatel achète DSC pour 26 milliards de francs[10] et Packet Engines pour 315 millions de dollars en 1998[11], puis Xylan pour 2 milliards de dollars et Assured Access Technology pour 350 millions de dollars l'année suivante[12], et enfin en 2000, il achète l'un des derniers grands indépendants du secteur, Newbridge, pour 7 milliards de dollars[13].
- Cisco Systems, historiquement un spécialiste des réseaux de données pour entreprises, doit rattraper son retard dans certaines technologies maîtrisées par les équipementiers traditionnels (Alcatel, Lucent et Nortel). Au total, elle achètera près d’une quarantaine de sociétés pour 20 milliards de dollars dans la téléphonie (Fibex, Sentient Network, GeoTel Communications Corp., Transmedia, Calista, MaxComm Technologies, Webline, Worldwide Data Systems, InfoGear, Komodo Technology, Vovida Networks, Active Voice Corporation…) et surtout dans le transport optique qui est nécessaire sur le marché opérateurs (StratumOne, Monterey Networks, Cerent pour 6,9 milliards, Pirelli Optical Systems, Qeyton Systems…).

Les conséquences de ces investissements deviennent visibles à partir de mars 2000, lorsque le marché des capitaux s'assèche.

#### Phénomène des startup, stock-options et IPO
Le redéploiement stratégique des grands groupes de télécommunications fait que, durant cette période, les jeunes sociétés (les startup) poussent comme des champignons dans certaines technopoles comme la Silicon Valley ou Research Triangle Park, aux États-Unis, Montréal (création vidéo) ou Ottawa (plus de 1 000 entreprises dans les télécoms et l'optique) au Canada.
Plusieurs rêvent que quelques startup reproduiront le succès légendaire des sociétés Apple et Microsoft dans les années 1970.
Le lancement d'une entreprise ne nécessite quasiment aucun apport en capital. Des moyens financiers très importants sont mis à la disposition des créateurs. Le concept d'événement First Tuesday, symbolique de cette époque, apparait en Grande-Bretagne à partir de 1998 et se développe dans plusieurs autres pays. Tous les premiers mardis du mois, une grande « messe » réunit plusieurs centaines de porteurs de projets et d'investisseurs. On rapporte des scènes surréalistes où des créateurs d'entreprise se voient proposer des sommes quatre fois supérieures à ce qu'ils recherchent par des investisseurs surpris par la modestie de leur demande et qui insistent.
Les stock-options jouent un rôle central dans la surenchère. Réservées jusque-là aux cadres dirigeants les plus importants dans les grands groupes traditionnels, elles tendent à se généraliser. Elles motivent les dirigeants, les chercheurs, les ingénieurs et les étudiants des universités à créer leur propre entreprise ou à l'inverse à les empêcher d'aller travailler dans une startup concurrente.
Le rêve dominant est de reproduire le succès réel ou supposé de tel créateur d'entreprise, tel ingénieur, tel assistant, tous plus astucieux les uns que les autres, devenus millionnaires en dollars, qui ont cessé de travailler ou passent leur temps à créer de nouvelles startups. Des nouveaux riches apparaissent, ce qui conduit de manière localisée à une augmentation du prix des biens immobiliers et, d'une manière générale, du coût de la vie.[réf. nécessaire]
Mais la fortune n'est pas toujours au rendez-vous. Dans bien des cas, les stock-options sont uniquement[réf. nécessaire] un moyen de faire travailler les collaborateurs avec des salaires sacrifiés (réduits parfois de moitié ou pire encore) en les motivant avec l'espoir qu'ils feront fortune avec leurs stock-options, le jour de l'introduction en bourse ou de la vente de la société à une entreprise rivale plus importante.

#### Effet «nouvelle économie» qui déborde sur tous les secteurs
Les titres que les investisseurs estiment concernés par la révolution des TIC progressent plus rapidement en bourse. Au sein des conseils d'administration des grandes entreprises de tous les secteurs, pas seulement celles de la nouvelle économie, l'inquiétude est grande. Les discussions tournent souvent autour du même buzzword : « développer une stratégie Internet ». Pour « changer de dimension » et paraitre plus séduisantes, des sociétés de « l'ancienne économie » ajoutent à leurs métiers traditionnels des activités dans les médias, l'Internet ou les télécommunications. Certaines ont la certitude que « tout est désormais possible » et vont carrément déraper.
Par exemple, la Compagnie générale des eaux (CGE) était à l'origine une entreprise française de plus de 150 ans spécialisée dans les services aux collectivités (ramassage des déchets, alimentation en eaux, transports…). Elle opère dans un secteur refuge basé sur des contrats à long terme quasi-monopolistiques, mais qui ne progresse guère plus de 4 ou 5 % par an. La société s'est lancée dans une stratégie de croissance à l'international et a saisi l'occasion de l'ouverture à la concurrence dans le téléphone mobile avec SFR en 1987 puis dans le téléphone fixe avec Cegetel en 1996. Le système s'emballe à partir de 1998 lorsque rebaptisée Vivendi, la société mène une croissance via des acquisitions tous azimuts au prix fort : absorption du groupe d'édition multimédia publicité Havas, diversification dans l'audiovisuel avec la chaîne de télévision à péage Canal+, entrée dans le capital des studios de cinéma Pathé, acquisition des producteurs d'énergie américains Boston Edison et GPU, achat du leader américain de l'eau USFilter (la plus importante acquisition française jamais réalisée aux États-Unis) et en juin 2000 fusion à 40 milliards de dollars avec le géant canadien Seagram (propriétaire de la maison de disques Polygram et du studio Universal Pictures). Toutes les craintes et les mises en garde (risques de trop grande dispersion, alourdissement de la dette du groupe, ambitions surdimensionnées…) sont ignorées puisque la carrière brillante du titre en Bourse permet la « poursuite d'une stratégie offensive ».

#### Contexte de transition à l'euro et de passage à l'an 2000
Cette période correspond aussi pour 11 pays en Europe, ainsi que pour leurs partenaires commerciaux, à la transition des monnaies nationales à l'euro qui s’est échelonnée sur un peu plus de trois ans, de 1999 à début 2002. En 1999, on observe une hausse des investissements dans les entreprises qui doivent adapter leurs systèmes d'information afin de pouvoir continuer à assurer leurs échanges sur les places de marché et tenir leur comptabilité.
De nouveaux investissements sont nécessaires pour revoir le code informatique afin de passer l'an 2000.

### Krach boursier de 2001-2002

Taux d'intérêt des emprunts d'État américains à 10 ans (1995-2005).

La bulle Internet correspond aussi à la période qui a suivi 2000. Beaucoup d'entreprises technologiques réalisaient de bonnes affaires, mais les investisseurs ont largement exagéré l'importance du « très long terme » dans leurs estimations, et négligé de calculer que certaines des sociétés consommaient trop vite leur capital pour espérer atteindre un jour le point d'équilibre.
Sous la pression de la remontée des taux d'intérêt à long terme (voir graphique ci-contre), la bulle finit par « éclater » à partir de mars 2000, sous forme d'un krach, s'étendant à l'ensemble des bourses et provoquant une récession économique de ce secteur et de l'économie en général.
Tous les profits réalisés depuis 1995 par les 4 300 sociétés du NASDAQ sont volatilisés par les pertes gigantesques de 2000-2001 (145 milliards de dollars).

#### Opérateurs télécoms: endettement, faillites, consolidations
Les opérateurs historiques et mobiles sont à cette date affaiblis par de lourdes dettes, en raison des investissements élevés effectués dans des sociétés à l'étranger et du prix acquitté pour les licences nécessaires aux réseaux mobiles de troisième génération UMTS.
Les opérateurs de grands réseaux optiques se sont de leur côté multipliés en quelques années, générant une très forte concurrence. Il s'ensuit une chute des prix des services et des faillites, car les opérateurs les plus endettés ne peuvent pas honorer leurs échéances. Ils se font acheter les uns après les autres, après s'être mis sous la protection de la loi américaine des faillites :
- Winstar Communications en avril 2001 (6,3 milliards de dollars de dette, 2,9 milliards de dollars d'actifs),
- Viatel en mai 2001 (2,68 milliards de dollars de dette),
- Global TeleSystems (GTS) en octobre 2001
- Global Crossing en janvier 2002 (l'une des plus grosses faillites aux États-Unis avec 22 milliards de dollars d'actifs pour 12,4 milliards de dollars de dettes),
- Worldcom en juillet 2002 (faillite associée avec l'une des plus importantes fraudes comptables de l'histoire des États-Unis),
- Flag Telecom en avril 2002 (2,6 milliards de dollars de dettes),
- NTL en mai 2002,
- Teleglobe en mai 2002,
- KPN-Qwest en juin 2002,
- Genuity en juin 2002.

## Acteurs

### Liste des compagnies importantes pour la bulle internet
Ce sont des entreprises qui ont été fondées lors de la bulle internet puis ont disparu.
- Boo.com – a dépensé $188 million en six mois[20] pour créer une boutique de mode en ligne internationale et qui a fait faillite en mai 2000.
- Books-a-Million – le prix de ses parts ont augmenté de 1000 % en un week-end simplement en annonçant une mise à jour sur leur site le 25 novembre 1998. Le prix d’une part est passé de $3 à $38.94 le 27 novembre et jusqu’à $47.00 le 30 novembre, avant de chuter rapidement à environ $10 deux semaines plus tard. En 2000, le prix était à nouveau de $3[21],[22],[23]
- Broadcast.com – Acquise par Yahoo! pour 5.9 milliards de dollars, faisant de Mark Cuban un multimillionnaire. Le site a maintenant disparu et redirige les internautes vers la page d’accueil de Yahoo!.
- e.Digital Corporation (EDIG) – En 2013, l'action continue de s'échanger à des prix très faibles allant de $0.12 à $0.19 par action[24],[25]
- FreeInternet.com – Connu pour sa mascotte « Baby Bob », l'entreprise perd 19 millions de dollars en 1999 pour un chiffre d'affaires inférieur à 1 million de dollars[26]
- GeoCities – Yahoo! a fermé le service GeoCities le 26 octobre 2009[27]
- theGlobe.com (en)
- GovWorks (en)
- Inktomi (site web) (en)
- InfoSpace (en)[28]
- Kozmo.com (en)
- Lastminute.com
- The Learning Company[29]
- Lycos[30],[31]
- Open.com
- Pets.com
- Pixelon[32]
- Startups.com
- Think Tools AG[33]
- Tiscali[34]
- VA Linux
- Webvan
- WorldCom
- Xcelera.com (XLA)[35]

### Équipements télécoms: carnets de commande en berne,restructurationsmassives
Les opérateurs qui ont survécu gèlent leurs investissements dans les réseaux et mettent en place des programmes de réduction drastique des coûts. Les conséquences sont désastreuses en amont sur le chiffre d’affaires des fournisseurs que sont les équipementiers. Leurs bilans sont sérieusement déséquilibrés par d’importants actifs non rentables. Ceci est plus particulièrement vrai pour les groupes (1) qui ont un niveau d'engagement élevé dans le déploiement des grands réseaux optiques et (2) qui doivent supporter de lourds investissements en R&D pour développer des solutions de réseaux mobiles 3G UMTS (que les opérateurs ont tardé à déployer).
De 2000 jusqu'à 2005 environ, la filière des équipementiers en télécommunications est entrée dans un cycle de récession et au mieux de stagnation, que certains désignent parfois sous le nom d'« hiver nucléaire des télécoms ».
On a assisté pendant cette période à une longue série d'avertissements sur résultats, d'annonces de « réductions de coûts », de faillites et de consolidations.

### Équipementiers télécoms: crédits fournisseur et autres pratiques à risque
À partir d'octobre 2000, les investisseurs découvrent que les équipementiers télécoms sont doublement exposés aux risques de faillite des opérateurs. Premièrement, en tant que client, l’opérateur risque de ne jamais payer les factures des produits livrés. Deuxièmement, pour aider à faire aboutir un projet d’investissement réseau et/ou pour devenir « le fournisseur préféré », il apparaît que les équipementiers ont bien souvent proposé à leurs clients de financer à 100 % le coût de leurs réseaux, voire dans certains cas d’aller jusqu’à 150 % ou 200 % (ce qui permet à l’opérateur de financer d’autres charges, telles les licences radio).
Ce système, qui fonctionne très bien lorsque l’environnement économique est en croissance, se retourne violemment contre les « banquiers » que sont les équipementiers lorsqu'arrive la récession en 2001. Les clauses des contrats de « vendor financing » prévoient en effet que les sommes soient remboursées dans le temps en fonction du succès commercial de l’opérateur (nombre d'abonnés, attente des premiers bénéfices). Or, le succès commercial espéré par les opérateurs tarde à se manifester et dans beaucoup de cas n'arrivera jamais.
Il n’existe aucune étude précise permettant de savoir quelle a été l'exposition réelle des équipementiers. Il semble que pratiquement tous aient eu recours au vendor financing,,,,,. Selon le journal Total Telecom,, Lucent est le plus exposé avec 8 milliards de dollars. Motorola (4 milliards), Nortel (3 milliards), Cisco et Alcatel (2,5 milliards) sont dans une position de risque intermédiaire. Avec 1 milliard de dollars, Nokia et Ericsson se sont montrés les plus « raisonnables ». Plusieurs tribunaux ont à traiter des contentieux d’un nouveau genre entre des opérateurs et leurs fournisseurs. Ainsi, l'opérateur Winstar reproche à l'équipementier Lucent d’avoir supposément violé son contrat de financement, ce qui l’aurait poussé à faire faillite. Il lui réclame 10 milliards de dollars de dommages.
Également, des agences de notation s'inquiètent des difficultés d’un opérateur (360networks), dont le fournisseur (Alcatel) est à la fois le fournisseur et l’actionnaire à hauteur de 700 millions de dollars. Inquiétude justifiée puisque la société fera faillite en juillet 2001.

### Opérations «vérité»: dépréciation d'actifs, de stocks inutiles, arrêt d'activités
Les entreprises ont fait de très nombreuses acquisitions au prix fort et après 2000 la valeur des sociétés acquises s'effondre. Dans certains cas, des activités sont arrêtées, ou revendues avec des moins-values. Les acquéreurs doivent en tenir compte dans leur bilan, en les dépréciant. Les sociétés cotées au NYSE sont incitées à le faire, à la suite des scandales Enron et Worldcom, les normes comptables américaines étant modifiées (Loi Sarbanes-Oxley) afin de pénaliser toute irrégularité volontaire ou consciente.
- AOL Time Warner déclare des pertes de 100 milliards de dollars, largement imputables à la dépréciation massive de sa filiale AOL. Au quatrième trimestre 2002, la perte nette est de 45,5 milliards de dollars, dont 44,9 milliards de dollars de dépréciations d'actifs[47].
- JDS Uniphase perd 50 milliards de dollars sur son exercice annuel clos en juin 2001, largement imputable à la dépréciation d'actifs[48].
- Vivendi déprécie 15,7 milliards d’euros d’actifs, dont 6 milliards d’euros d'amortissement de survaleur pour Canal+, 3,1 milliards d'euros pour la branche musique, 1,3 milliard d'euros pour les studios de cinéma et les activités télécoms internationales, 600 millions d'euros pour la branche environnement et 300 millions d'euros pour le pôle internet[49].
- Alcatel est contrainte de passer des provisions et des dépréciations d'actifs de plus de 3 milliards d'euros (19,68 milliards de francs) en 2001 (stock et composants accumulés, dépréciation de la valeur de la participation dans l'opérateur canadien 360networks, survaleur des acquisitions de Xylan et de Packet Engines)
- Lucent enregistre une perte de 3,7 milliards de dollars au premier trimestre 2001 pour un chiffre d’affaires de 5,9 milliards de dollars, avec une provision de 2,7 milliards de dollars pour restructuration, amortissement de survaleurs, dépréciation d'actifs et pertes exceptionnelles.
- Cisco Systems, qui avait racheté plus de 80 startup, est contrainte en 2001 de provisionner une charge, pour dépréciation d'actifs, de 2,2 milliards de dollars.
- Sun Microsystems, qui affichait un revenu de plus 5 milliards de dollars par trimestre à la fin des années 1990, voit ses performances tomber à 3 milliards de dollars en 2000 et congédie d'abord 1000 de ses salariés[50]. Au mois de décembre 2001, l'action du groupe retombe à son cours de 1998 (100 $) et tombera même à 10 dollars un an plus tard.
- Nortel annonce 19,2 milliards de dollars de perte au deuxième trimestre 2001, explicables aux deux tiers par des dépréciations d'actifs.
- France Telecom[51] reconnaît des amortissements pour des survaleurs d'acquisition, incluant 480 millions pour Orange. Il faut ajouter 3,4 milliards d'euros de dépréciations d'actifs, dont 1,7 milliard pour la mise en bourse d'Orange, 892 millions pour NTL, 715 millions pour sa filiale Global One et 41 millions pour la participation dans Bull.
- Pour NTT DoCoMo, la dépréciation de valeur liée à sa seule participation dans KPN Mobile le contraint à enregistrer une perte de 2,4 milliards d'euros au premier semestre 2001.
- BT déprécie sa participation dans Viag à la hauteur de 3 milliards de livres.
- Telenor déprécie sa participation dans Sonofon.
- Telecom Italia déprécie 1,6 milliard d'euros d'actifs en 2001
- PSInet déclare 5 milliards de pertes en 2001, dont 3,8 milliards de dépréciation d'actifs.

### Irrégularités comptables, dissimulations financières et autres malversations
Durant cette période, l'attente des analystes et des investisseurs incitent des PDG, lorsque confrontés à un moment ou à un autre à un ralentissement des ventes de leur société, à surévaluer artificiellement le chiffre d’affaires ou les bénéfices.
- Enron, entreprise du secteur de l'énergie, a dissimulé ses dettes et ses pertes en utilisant frauduleusement des actifs non consolidés et autres entités qualifiées à but spécial. 85 milliards de dollars de capitalisation boursière se sont volatilisés.
- D'autres sociétés dans le secteur technologique, comme Verisign et Elan, sont suspectées d'avoir eu recours à une moindre échelle à ces pratiques de comptes hors bilan.
- Worldcom fait passer frauduleusement environ 3,8 milliards de dollars de dépenses en investissement. C'est l'une des plus importantes fraudes comptables de l'histoire.
- Le câblo-opérateur américain Adelphia a été mis en faillite en 2002 et a fait l'objet de poursuites par la SEC et la justice américaine concernant des transactions hors bilan, ainsi que 4,6 milliards de dollars de prêts abusifs à la famille du fondateur.
- Plusieurs opérateurs en télécommunications, peu connus du grand public, comme Global Crossing, Qwest, 360networks, Cable & Wireless, Level 3 et quelques autres se sont livrés à des échanges fictifs (hollow swaps) de capacité de transmission de trafic. L'opérateur A gonfle artificiellement son chiffre d’affaires en comptabilisant une certaine somme facturée à l'opérateur B, tout en lui versant par ailleurs exactement le même montant, montant qui était ensuite comptabilisé par l'opérateur A comme un investissement. L'opérateur américain Qwest, en jouant avec les rubriques « vente d'équipements » et « vente de capacités », a pu surévaluer de près de 18 % son chiffre d’affaires total accumulé entre 1999 et 2001.
- La société Xerox a surévalué son chiffre d'affaires et ses résultats. La société a dû réviser l'ensemble de ses comptes sur 5 exercices, impliquant plus de 6 milliards de dollars de chiffre d’affaires.
- Le groupe belge Lernout & Hauspie, spécialiste des technologies de reconnaissance, synthèse vocale et traduction automatique, aurait surévalué ses ventes de licences à des startup belges et asiatiques, indirectement sous son contrôle[52].
- Safran, société française spécialisée dans les systèmes de défense et de sécurité, a annoncé que ses comptes pourraient nécessiter un retraitement d'environ 100 millions d'euros sur plusieurs exercices[53].
- Altran, société de conseil, a dû corriger en 2002 son bénéfice d'exploitation, de près de 44 % à la baisse sur les exercice 2001 et 2002[54].
- AOL Time Warner, groupe de média et de services Internet, a annoncé au troisième trimestre 2002 devoir retraiter ses comptes depuis le troisième trimestre 2000 en raison d'irrégularités comptables. Le chiffre d’affaires a été réduit de 190 millions et le résultat brut d'exploitation de 97 millions de dollars.
- Alstom, dont la filiale aux États-Unis avait tenté de camoufler les pertes essuyées sur un contrat, a passé des provisions supplémentaires d'environ 100 millions d'euros[55].

Il est probable que d'autres sociétés américaines, européennes et asiatiques soient dans le même cas. Le spectre de fraudes comptables qui pourraient être découvertes à tout instant chez de grandes entreprises hante les milieux financiers et contribue à fragiliser les marchés d'actions.

### Rôle des analystes, agences de notation, auditeurs et commissaires aux comptes
La complaisance ou la passivité d'autres acteurs aussi divers que sociétés d'audit, analystes financiers, agences de notation, banques et commissaires aux comptes, a contribué très largement à ce que ces irrégularités comptables puissent se produire.

### Recours collectifs et surveillance des marchés
Cette cohorte d'irrégularités comptables et de scandales financiers qui ont éclaboussé de grandes sociétés au moment de la bulle technologique font que désormais analystes financiers et investisseurs exigent une communication financière transparente et sincère. La non-transparence, voire la dissimulation volontaire (ou tout ce qui peut y ressembler) d'informations importantes au marché, est pourchassée par les associations de défense des actionnaires et par les autorités de réglementation des activités boursières (la SEC aux États-Unis, la CVMO pour la Bourse de Toronto, l'AMF en France, etc.).

### Dirigeants: scandales liés aux régimes de rémunération, démissions et poursuites
Il serait exagéré de laisser entendre que la plupart des dirigeants ont été malhonnêtes. Néanmoins, avec l'éclatement de la bulle technologique, de nombreuses pratiques irrégulières de gestion d'entreprise et, dans certains cas, des activités frauduleuses ont été dévoilées conduisant nombre de dirigeants à devoir démissionner et dans certains cas à faire l'objet de poursuites :
- Régimes de rémunération des dirigeants excessifs jusqu’à l’obscénité (méga-programmes de stock options, parachutes dorés, retraites chapeau, avantages divers fantaisistes), alors même que leurs compagnies s’en allaient à vau-l’eau.
- Dans certains cas, ces régimes de rémunération étaient attribués de manière irrégulière (ex. stock-options antidatées). Aux États-Unis, plus de 190 sociétés ont annoncé avoir lancé des enquêtes internes ou faire l'objet d'enquêtes fédérales concernant l'attributions de stock-options[56].
- Poursuites pour fraude fiscale, conflit d'intérêts, complot, manipulations comptables, fausses déclarations et délit d'initié. Aux États-Unis, plusieurs dirigeants ont été menottés et menés en prison, devant les caméras de télévision.

Quelques exemples tristement célèbres :
- Scandale lié à des stock-options antidatées : le fondateur de Comverse Technology, Jacob Alexander, est en fuite, recherché notamment par Interpol. Sont aussi inculpés l'ex-directeur financier, David Kreinberg, et l'ancien secrétaire général, William Sorin. Ils risquent jusqu'à cinq ans de prison[57]. Jacob Alexander sera retrouvé et arrêté quelque temps après en Namibie[58]. La procédure d'extradition est en attente d'une décision judiciaire en juillet 2007. Les conséquences de ces malversations ont été très lourdes pour la société et pour ses salariés. Selon le quotidien israélien Haaretz[59], le conseil d'administration a donné des instructions à la direction pour liquider la société et ses filiales. La société a perdu 30 % de sa valeur et a dû licencier 300 salariés, dont plusieurs dizaines dans ses centres de recherche historiques.
- Scandale lié à des stock-options antidatées : le câblo-opérateur américain Cablevision Systems a été conduit à devoir réviser l'ensemble de ses comptes 2003, 2004 et 2005 et à révéler qu'il avait accordé des stock-options à un consultant qui ne faisait pas partie des salariés de l'entreprise, et accordé des stock-options antidatées à un cadre dirigeant décédé, alors qu'il était en vie[60].

## Impacts économiques et sociaux

### Incidences sur les salariés
Les « réductions de coûts » des sociétés du secteur des TIC[réf. nécessaire] se sont traduites par des plans de départs volontaires[réf. nécessaire], des licenciements secs, des départs en préretraites et des fermetures de sites. Le journal britannique The Financial Times a tenu un « baromètre » montrant que près de 500 000 emplois avaient été supprimés dans les télécommunications dans le monde en 2001, un an après la fin de la bulle Internet mais de nombreux plans sociaux sont intervenus par la suite. Les opérateurs (Worldcom, en faillite frauduleuse, Sprint, BT, KPN, France Telecom, Qwest, etc.) ont été les plus touchés, car plusieurs d'entre eux avaient choisi la méthode de l'endettement pour financer des acquisitions et n'ont ensuite plus été en mesure d'assurer leur paiement de leur dette. France Telecom a du réaliser une augmentation de capital de 15 milliards d'euros dont 9 milliards apportés par l'Etat français.
Les équipementiers (Alcatel, Lucent, Nortel, Cisco, Siemens AG, Ericsson, etc.), les sous-traitants (Flextronics, Solectron, etc.) et, en extrémité de chaîne, les fabricants de semi-conducteurs (Motorola, Texas Instrument, STMicroelectronics, etc.) ont été touchés par le retournement de leur marché en 2001-2002 alors que ce marché avait très fortement progressé entre 1987 et 2000, mais ont moins souffert car leurs acquisitions et investissements avaient été autofinancés ou payés par des échanges d'actions, les banquiers jugeant leurs activités plus risquées car plus concurrentielles, certains étant en particulier affectés par l'évolution rapide de la technologie opérée par leurs concurrents par des produits adaptés à l'explosion du trafic internet.

### Incidences sur les investisseurs
La bulle technologique a fait le bonheur de certains investisseurs, notamment les professionnels qui ont eu la sagacité de vendre leurs actions avant l'effondrement des cours[réf. nécessaire]. Mais elle a surtout causé la déception de dizaines de millions de particuliers[réf. nécessaire], qui se sont rendu compte que l'on ne pouvait pas réussir à faire fortune en bourse sans un minimum d'information. Ceux-là ont eu l'impression de « se faire plumer » et se promettent de ne plus se faire reprendre. Le phénomène est plus important encore en Amérique du Nord, où près d'un foyer sur deux possédait des actions[réf. nécessaire]. Certains ont emprunté à leur banque des montants importants afin de pouvoir miser encore plus gros et ont été ruinés.

### Incidences sur les retraites
Dans certains pays comme la France, les systèmes de retraite sont financés par répartition entre les générations. Dans d'autres, notamment en Amérique du Nord, ils sont financés principalement par capitalisation : les contributions de l'entreprise et du salarié sont confiées à des gestionnaires qui les placent avec différentes stratégies, pouvant inclure le marché des actions, incluant une composante en valeurs technologiques, heureusement limitée par le fait que beaucoup étaient cotées sur le Nasdaq. Les gestionnaires plaçant une partie des fonds pour répliquer les indices boursiers comme le SP 500, ils ont cependant été victimes du poids pris par certaines sociétés technologiques dans cette indice, du fait de leur capitalisation démesurée.
Les déboires boursiers causés par l'éclatement de la bulle technologique ont eu des incidences importantes pour de nombreux salariés qui ont dû repousser leurs projets de retraite ou combiner un statut à la fois de retraité et d'actif sur le marché du travail [réf. nécessaire]. Pour désigner ce type de situation, on a créé des oxymores comme « emplois post-carrière » ou (en) retirement job. Par ailleurs, des anciens salariés d'entreprises en faillite (Enron, WorldCom, Global Crossing) ont constaté que leur employeur avait parfois puisé dans le fonds de pension de l'entreprise, quand il ne l'avait pas complètement asséché, en raison d'une faillite causée par un endettement excessif et des manipulations comptables.

### Incidences sur l'immobilier: vers un autre «miracle»?

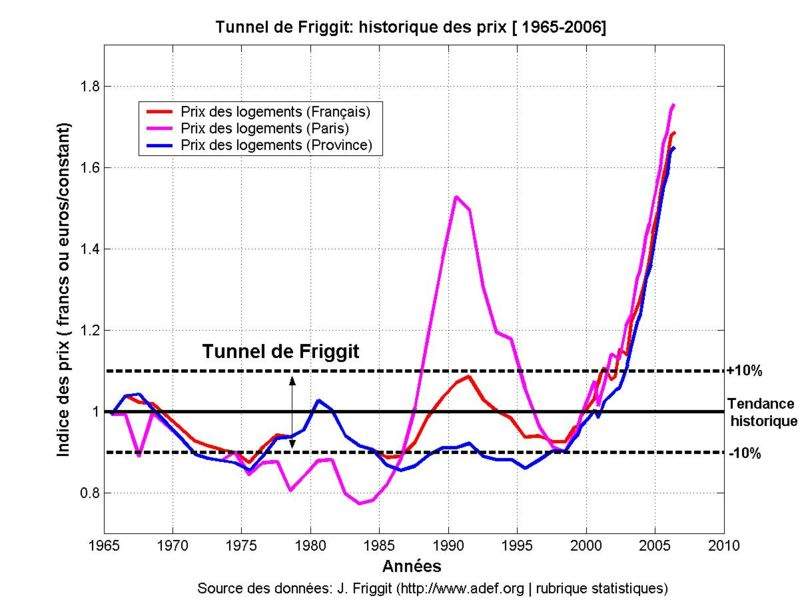
Historique de l'indice des prix immobiliers français 1965-2006.

De manière localisée, dans certaines régions dotées de nombreux centres de recherche comme la Silicon Valley, on a assisté pendant la phase montante de la bulle à deux ou trois années de folie. Les locaux professionnels étaient pris d'assaut par les jeunes entreprises qui poussaient comme des champignons. Ce phénomène a également été observé (toutes proportions gardées) dans certains quartiers de grandes villes comme le Sentier à Paris. Les « millionnaires » en stock-options faisaient flamber le prix des logements privés. Les montants étaient tels que de simples salaires ne permettaient plus d'acheter quoi que ce soit seul. Le marché s'est replié en 2000 et en 2001 [réf. nécessaire]: surcapacité des locaux professionnels, chute des loyers de bureaux et des logements privés, licenciements, nouveaux chômeurs, nouveaux pauvres et difficultés financières de toutes sortes.
À l'échelle mondiale, après l'éclatement d'une première bulle spéculative au début des années 1990, on assiste à une forte baisse du prix de l'immobilier jusqu'à un niveau plancher vers 1998, puis à une hausse des prix sans précédent depuis 2001-2002[réf. nécessaire] jusqu'à aujourd'hui. Un des facteurs expliquant cette hausse est que d'importantes liquidités étaient auparavant placées sur des actions de sociétés cotées en bourse, et qu'ensuite elles ont été re-dirigées vers le marché de l'immobilier considéré comme plus sûr et plus rémunérateur.

## La seconde Bulle Internet
- Si vous ne connaissez pas le sujet, laissez ce bandeau (vous pouvez alors contacter les auteurs).
- Si vous supprimez le contenu mis en cause (vous pouvez préalablement contacter les auteurs),

argumentez précisément cette suppression dans la page de discussion
(un manque de référence n'est pas un argument ; une recherche réelle de référence doit avoir été effectuée, être formellement documentée).
À partir de 2010, les investisseurs recommencent à accorder de l'importance aux activités qui touchent à Internet, entre autres à cause de l’ascension fulgurante de Facebook. Plus généralement, on parle des réseaux sociaux, nouveaux outils du Web 2.0. Les médias sociaux apportent tous types de services en lien avec la dimension sociale. Tous ces outils (Facebook, Twitter, LinkedIn...) génèrent un engouement tel que l'on observe des rachats d'entreprises de plusieurs millions d'euros alors que celles-ci n'ont parfois même pas généré de profit (rachat d'Instagram par Facebook pour 1 milliard de dollars).
Dans cette continuité, Facebook arrive sur le marché boursier en mai 2012 et marque le début des grands débats sur l'éclatement d'une seconde bulle Internet. En effet, de nombreux actionnaires portent plainte contre le Nasdaq pour avoir surévalué la valeur des actions Facebook. Chose immédiatement avouée par le Nasdaq qui s'engage à rembourser une partie des actionnaires. Le 16 août 2012, Facebook perd 4 dirigeants actionnaires, ce qui enfonce de nouveau la valeur de l'action.
Le 17 août 2012, l'action Facebook affichait une baisse de -47 % de sa valeur par rapport à sa valeur de lancement (38 $ à 19,87 $), Groupon -70 %, et Zynga -70 % également. Au 28 janvier 2014, ces mêmes actions valent respectivement 54 $ (+42 %), 10 $ (-64 %) et 3,41 $ (-69 %).

### Articles Connexes
- Bulle immobilière
- Bulle immobilière américaine des années 2000
- Économie numérique
- Histoire des bourses de valeurs
- Histoire d'Internet
- Krach boursier de 2001-2002
- Nouvelle économie
- Révolution numérique
- Telecommunications Act (1996)
- Récession du début des années 2000
- Opérateurs de télécommunications